# Rhinosimus cedri
Rhinosimus cedri es una especie de coleóptero de la familia Salpingidae. Fue descrita en 1903 por Maurice Pic.

## Distribución geográfica
Habita en Argelia.